# Jackson Henrique Gonçalves Pereira
Jackson Henrique Gonçalves Pereira (Franca, 3 de junho de 1988) é um ex-futebolista brasileiro que atuava como lateral-direito ou meio-atacante.

## Carreira
Brilhou com a camisa tricolor na Copa São Paulo de Juniores de 2007. Fez sua estreia pelo São Paulo contra o Fluminense com um empate por 1–1 em pleno Maracanã jogando pelo Campeonato Brasileiro no dia 13 de outubro de 2007.[carece de fontes?]
Em 2008, Jackson passou pelo Uberaba, e, no ano seguinte, defendeu clubes do interior paulista.
Em 13 de agosto, o FC Dallas assinou um empréstimo do lateral-direito junto ao São Paulo. Ele fez sua estreia pelo novo clube no dia seguinte, substituindo o jogador Brek Shea aos 82 minutos de jogo contra o DC United no RFK Stadium, em Washington, D.C.. O jogo terminou 3–1 para o FC Dallas.
Em 2011 viveu seu melhor ano, com 1952 minutos jogados, marcando quatro gols em 28 partidas disputadas durante toda a temporada, 22 delas como titular.
No início de 2012, foi emprestado por 1 ano para o Cruzeiro.

## Títulos
São Paulo
- Campeonato Paulista de Futebol Sub-17: 2005
- Campeonato Paulista de Futebol Sub-20: 2006
- Taça Belo Horizonte: 2006.
- Campeonato Brasileiro de Futebol Sub-20: 2006.
- Campeonato Brasileiro de Futebol: 2007.
- Dallas Cup Sub-19: 2007.

Botafogo-SP
- Campeonato Paulista do Interior: 2010

San Francisco Deltas
- North American Soccer League: 2017[10]